# Arnau Puigmal
Arnau Puigmal Martínez,(Rubí, Barcelona, 10 de enero de 2001) es un futbolista español que juega como mediocentro en la U.D. Almería
de la Segunda División de España.

## Carrera profesional
Comenzó su carrera en las categorías inferiores del R. C. D. Espanyol en 2010. Allí compitió durante los primeros siete años de su carrera futbolística. Tras esa primera etapa en tierras barcelonesas, despertó el interés de algunos importantes clubes europeos, como es el caso del Manchester United, club que le ofreció en 2017 la oportunidad de recalar en sus filas, en concreto en las del equipo Sub-18 de los Red Devils. Tras apenas un par de temporadas en el filial Sub-18 del conjunto inglés, el Manchester United asciende a Arnau a su filial Sub-23, en donde compite otros dos años más defendiendo los colores del United. En junio de 2021 decide no renovar el contrato que le unía al conjunto de Manchester y acepta una oferta de la U.D. Almería, regresando de ese modo a tierras españolas tras su periplo por el fútbol inglés.

## Selección
Arnau hasta la fecha ha pasado por las categorías Sub-17, Sub-18 y Sub-19 de la Selección española de fútbol. Su primera presencia en la selección nacional llegó de la mano de Albert Celades, quien le convocó en octubre del año 2017 para la disputa de tres partidos de Clasificación para la Eurocopa sub-17 de 2018 de los cuales finalmente participaría en dos de ellos. Posteriormente, en 2018, volvió a ser convocado para la disputa de tres amistosos, otros tres partidos de Clasificación para la Eurocopa sub-17 de 2018 y cuatro encuentros ya de la fase final de dicha Eurocopa. Más tarde, en 2019, volvería a ser convocado, en esta ocasión por el seleccionador Santi Denia y para el combinado Sub-18, para la disputa de 4 amistosos preparatorios que tuvieron lugar en mayo de 2019. Por último, y también en 2019, ha disputado 4 amistoso más en la Sub-19.

## Clubes
| Club                          | País       | Año         |
| ----------------------------- | ---------- | ----------- |
| R. C. D. Espanyol Fútbol base | España     | 2010 - 2017 |
| Manchester United Sub-18      | Inglaterra | 2017 - 2019 |
| Manchester United Sub-23      | Inglaterra | 2019 - 2021 |
| U. D. Almería                 | España     | 2021 - Act. |
| Elche C. F. (cedido)          | España     | 2024        |